# Cucumeropsis
Genre
Synonymes
- Cucumeropsis[1]
- genre Melothria (préféré par NCBI)[1]

Cucumeropsis est un genre de plantes à fleurs de la famille des Cucurbitaceae.

## Liste d'espèces
Selon BioLib (1 août 2017) :
- Cucumeropsis mannii Naudin

Selon ITIS (1 août 2017) :
- Melothria pendula L.
- Melothria sphaerocarpa (Cogn.) H. Schaef. & S.S. Renner

Selon NCBI (1 août 2017) :
- Melothria campestris
- Melothria candolleana
- Melothria domingensis
- Melothria dulcis
- Melothria guadalupensis
- Melothria pendula
- Melothria scabra
- Melothria sphaerocarpa
- Melothria trilobata

Selon The Plant List (1 août 2017) :
- Cucumeropsis mannii Naudin

Selon Tropicos (1 août 2017) (Attention liste brute contenant possiblement des synonymes) :
- Cucumeropsis edulis (Hook. f.) Cogn.
- Cucumeropsis mackennii K. Koch
- Cucumeropsis mannii Naudin